# Ліонель Роббінс
Ліоне́ль Чарльз Ро́ббінс, барон Роббінс (англ. Lionel Charles Robbins, Baron Robbins, 22 листопада 1898, м. Мідлсекс, Велика Британія — 15 травня 1984, Лондон) — британський економіст. Відомий своїм керівництвом у Лондонській школі економіки, а також запропонованим визначенням економіки.

## Молоді роки
Роббінс народився в Сіпсоні, на захід від Лондона, у сім'ї Ричарда (1872—1960) і Рози Маріон Роббінс (уроджена Гарріс). Його батько був фермером і також співробітником місцевої ради Мідлекса. Сестра Роббінс Керолайн була відомим професором історії.
Роббінс здобув освіту в місцевій гімназії, окружній школі Савхолл. Його університетська освіта почалася в Університетському коледжі Лондона, але була перервана Першою світовою війною. Він служив у Королівській Польовій артилерії як офіцер у 1916—1918 роками, коли був поранений і повернувся додому. Надалі здобував вищу освіту в Лондонському університеті й Лондонській школі економіки.

## Робота
Він був послідовником Вільяма Стенлі Джевонса і Філіпа Вікстеда, на нього впливали континентальні європейські економісти: Леон Вальрас, Вільфредо Парето, Ойґен фон Бем-Баверк, Фридрих фон Візер і Кнут Віксель. Роббінс замінив Алліна Янга на посаді директора Лондонської школи економіки в 1929 році. Серед його перших призначень був Фридрих Гаєк, який виховав нове покоління англомовних «континенталів», таких як Джон Гікс, Ніколас Калдор, Абба Лернер і Тібор Скітовськи.
У своїй ранній роботі 1928 року Роббінс критикував напрямок британської економіки, що слідувала принципам Маршалла, засновника неокласичної економіки. Підтримував розвиток англо-саксонської економіки згідно з думками австрійської школи.
Найвідоміша книга Роббінса — «Нарис про природу та значення економічної науки» 1932 року. Ця книга містить три основні думки. По-перше, відоме всебічне визначення економіки: «Економіка — це наука, яка вивчає поведінку людини як зв'язок між заданими цілями та обмеженими засобами, які мають інше використання». По-друге, Роббінс придумав поділ на позитивні й нормативні питання. Позитивні питання — це питання про те, що є; нормативні питання стосуються того, що має бути. Роббінс стверджував, що економіст повинен вивчати, що є, а не те, що має бути. Економісти досі широко поділяють переконання Роббінса. Третя думка Роббінса полягає в тому, що економіка є устроєм логічного виведення з перших засад.
У липні 1944 року брав участь у Бреттон-Вудській конференції.
Очолив призначену урядом в 1961 році раду з питань вищої освіти, утворену для оцінки її стану в країні та подання порад щодо подальшого розвитку. Він оприлюднив свій знаменитий «звіт Роббінса» у 1963 році, у якому рекомендував розширювати університети, а всім коледжам передових технологій — надати звання університетів. Роббінс також попросив уряд виділяти гроші для вправних здобувачів вищої освіти, які не мали грошей на навчання. Його доповідь зрештою призвела до розширення британської вищої освіти в 1960-х і 1970-х роках.
Він став першим канцлером новоствореного Університету Стерлінга в 1968 році.

## Відома цитата
|  | Люди хочуть того, чого вони не можуть мати |

## Список робіт
- «Принципи економіки», 1923, «Економіка»
- «Динаміка капіталізму», 1926, Економіка.
- «Оптимальна теорія народонаселення», 1927, у Грегорі й Дальтоні, редактори, Лондонські есе в економіці.
- «Представнича фірма», 1928, EJ.
- «Про певну неоднозначність у концепції стаціонарної рівноваги», 1930, EJ.
- «Нарис про природу та значення економічної науки», 1932.
- «Зауваження щодо відносин між економікою та психологією», 1934, Манчестерська школа.
- «Зауваження про деякі аспекти теорії витрат», 1934, EJ.
- Велика депресія, 1934. Перейдіть до розділів попереднього перегляду.
- «Місце Джевона в історії економічної думки», 1936, Манчестерська школа.
- Економічне планування і міжнародний порядок, 1937. Макміллан, Лондон.
- «Міжособистісні порівняння корисності: коментар», 1938, EJ.
- Економічні причини війни, 1939.
- Економічна проблема миру і війни, 1947.
- Теорія економічної політики в англійській класичній політичній економії, 1952.
- Роберт Торренс і еволюція класичної економіки, 1958.
- Політика і економіка, 1963.
- Університет у сучасному світі, 1966.
- Теорія економічного розвитку в історії економічної думки, 1968.
- Джейкоб Вінер: Данина, 1970.
- Еволюція сучасної економічної теорії, 1970.
- Автобіографія економіста, 1971.
- Політична економія, минуле і сьогодення, 1976.
- Проти інфляції, 1979.
- Переглянуто вищу освіту, 1980.
- «Економіка та політична економія», 1981, AER.
- Історія економічної думки: лекції LSE, під редакцією Уоррена Самуельса та Стівена Дж. Медема, 1998.